# Síndrome de depleción del ADN mitocondrial 4a

El Síndrome de Alpers-Huttenlocher se transmite con un patrón autosómico recesivo

El síndrome de depleción del ADN mitocondrial 4a  o  síndrome de Alpers-Huttenlocher es una enfermedad mitocondrial poco frecuente, asociada a una mayor frecuencia de mutaciones en la polimerasa. Las alteraciones en la actividad enzimática resultan en niveles reducidos y/o deleciones dentro del ADN mitocondrial, con síntomas que se presentan cuando el contenido del ADN mitocondrial alcanza un punto crítico. La progresión y aparición de la enfermedad varía entre los pacientes, incluso aquellos con genotipos idénticos. La tríada clínica clásica consta de convulsiones, degeneración hepática y regresión progresiva del desarrollo, las cuales ayudan a definir el trastorno, pero existe un amplio rango de expresión clínica. La mayoría de los pacientes están sanos antes del inicio de la enfermedad, con convulsiones que anuncian el trastorno en la mayoría de los pacientes. Las convulsiones pueden progresar rápidamente a un estado de intratabilidad médica con episodios frecuentes de epilepsia parcial continua o estado epiléptico. La afección hepática puede preceder u ocurrir después del inicio de las convulsiones. En cualquier caso, la insuficiencia hepática eventual es común.

## Características clínicas
Las características clínicas distintivas del síndrome de Alpers-Huttenlocher incluyen:
1. Convulsiones refractarias intratables.
2. Regresión del desarrollo psicomotor.
3. Disfunción hepática.

Esta tríada de características y convulsiones hepatocerebrales clínicas, cuando se combina con dos de otros 11 hallazgos, constituye el diagnóstico clínico del síndrome de Alpers-Huttenlocher.
En ausencia de hepatopatía o hallazgos adicionales, el diagnóstico solo puede confirmarse mediante secuenciación del gen de la polimerasa-gamma, biopsia hepática o examen post mortem.
Hallazgos clínicos adicionales
- Espectroscopía de resonancia magnética de protones craneales que indica aspartato de N- acetilo reducido, creatina normal y lactato elevado.
- Proteínas elevadas en el líquido cefalorraquídeo (> 100 mg / dL).
- Pérdida de volumen cerebral (central más que cortical, con ventriculomegalia) en resonancia magnética repetida o tomografía computarizada. Al menos un electroencefalograma que revela actividad paroxística multifocal con un retardo δ de alta amplitud (200-1000 μV) y picos / polispikes (10-100 μV, 12-25 Hz)
- Ceguera cortical o atrofia óptica.
- Potenciales evocados visuales anormales y hallazgos normales de electroretinograma.
- Depleción cuantitativa de ADN mitocondrial en músculo esquelético o hígado (35 % de la media).
- Deficiencia en la actividad enzimática de la polimerasa-γ (≤10 %) en el músculo esquelético o el hígado.
- Elevación de lactato en sangre o líquido cefalorraquídeo (3 mM) en al menos una ocasión en ausencia de insuficiencia hepática aguda.
- Complejo aislado IV o una combinación de defectos de transporte de electrones complejos I, III y IV (≤20 % de lo normal) tras la prueba de la cadena respiratoria hepática.
- Un hermano confirmado como manifestando el síndrome de Alpers-Huttenlocher.

La edad de inicio más común es entre 2 y 4 años, con un rango de 3 meses a 8 años. La edad de aparición del síndrome de Alpers-Huttenlocher es bimodal con un segundo inicio máximo entre 17 y 24 años, con un rango de 10 a 27 años.

## Compromiso de órganos
Los órganos involucrados en el síndrome de Alpers-Huttenlocher son aquellos que requieren grandes cantidades de energía y, por lo tanto, son propensos al daño oxidativo.
Afectación del Sistema Nervioso
Las convulsiones son el síntoma más dramático del síndrome de Alpers-Huttenlocher. En aproximadamente el 50 % de los pacientes, las convulsiones son el síntoma principal. Una vez que aparecen las convulsiones, el ritmo de la enfermedad se vuelve rápidamente progresivo. La muerte generalmente ocurre dentro de los 4 años a partir del inicio.
Afectación Hepática
Hay exposiciones ambientales que pueden acelerar la disfunción hepática. La exposición al ácido valproico induce disfunción hepática grave. La disfunción hepática ocurre sin exposición al valproato, y es parte de la historia natural definitoria de esta enfermedad.
Afectación Gastrointestinal
Disfunción en la deglución, vaciamiento gástrico tardío y dismotilidad intestinal, que empeoran a medida que la enfermedad progresa.
Afectación Cardiaca
La miocardiopatía y la insuficiencia congestiva ocurren en quizás el 10 % de los niños con síndrome de Alpers-Huttenlocher.

## Diagnóstico
Prueba genética
Ante sospechas del síndrome de Alpers-Huttenlocher, se deberá realizar la secuenciación de la polimerasa gamma. A pesar de que la detección de las pocas mutaciones más comunes puede capturar la mayoría de los casos, la comunidad de los expertos recomiendan la secuenciación completa.
Electroencefalograma y convulsiones
Los hallazgos de EEG bien descritos y específicos y la semiología de las crisis al inicio del curso de la enfermedad pueden sugerir el síndrome de Alpers-Huttenlocher como diagnóstico ( Figura 1 ). Las convulsiones explosivas con predominio asimétrico del lóbulo occipital de descargas epileptiformes que evolucionan a estado epiléptico y/o epilepsia parcial continua, combinadas con retraso psicomotor, ocurren con frecuencia en el síndrome de Alpers-Huttenlocher y no en otras enfermedades.
Neuroimagen
Los hallazgos de neuroimagen no son específicos, pero pueden ser útiles en el diagnóstico. La tomografía computarizada (TC) y la resonancia magnética (RM) pueden ser normales al inicio de la enfermedad, pero a medida que la enfermedad progresa, los cambios en la resonancia magnética reflejan cambios patológicos agudos y crónicos.

## Tratamiento
El tratamiento se limita al manejo de los síntomas. La perspectiva global de la atención debe ser paliativa, incluso si la muerte no es inminente.